# Amonijev klorid
Amonijev klorid ima kemijsko formulo NH4Cl. Je trden, belkaste barve in brez vonja. Tališče ima pri 340 °C, vrelišče pa ni določeno. Ni vnetljiv in ni eksploziven. Parni tlak pri 30 °C ima <1,3 hPa, gostota pri 20 °C je 1,53 g/cm3, gostota vsipavanja pri 20 °C je 500 kg/m3. Meša se z vodo pri 20 °C 376 g/l. Vodna raztopina amonijevega klorida je rahlo kisla. S kondenzacijo nastajajo plini predvsem na deponijah premoga.
Uporablja se v kemični industriji.

## Sestava s podatki o nevarnih sestavinah:
Kemijska karakteristika je CAS-št. 12125-02-9 amonijev klorid. Identifikacijska številka je EINECS 235-186-4 z indeks številko 017-014-00-8.

## Nevarne lastnosti
Amonijev klorid je zdravju škodljiv. 

## Ukrepi za prvo pomoč
Vdihovanje Potrebno je dovajati svež zrak, v primeru težav pa je treba obiskati zdravnika. Zaužitje Ponesrečenec mora piti veliko vode, treba je izzvati bruhanje in poiskati zdravniško pomoč. Stik s kožo in očmi: Potrebno je izpirai z veliko vode. Potrebno je odstraniti kontaminirano obleko. Če pride v stik z očmi jih je treba z odprto očesno režo izpirati vsaj 15. minut pod tekočo vodo. Pri trajajočih težavah se je treba posvetovati z zdravnikom.

## Ukrepi ob požaru:
Posebne nevarnosti Negorljivo. Ob požaru se lahko sprostijo zdravju škodljivi hlapi. V primeru požara se lahko razvijejo dušikovi oksidi in klorvodikova kislina. Primerna sredstva za gašenje so CO2, gasilni prah ali razpršeni vodni curek. Večji požar je treba gasiti z razpršenim vodnim curkom ali s proti alkoholu obstoječo peno- Posebna zaščitna oprema za gasilce: Prepovedano se je zadrževanje v nevarnem področju brez zaščitne obleke in dihalnega aparata.

## Ukrepi ob nezgodnih izpustih
Previdnostni ukrepi, ki se nanašajo na ljudi: Potrebno se je izogibati vdihovanju prahu in stiku s spojino. Ekološki zaščitni ukrepi Ne smemo dopustiti, da pride v kanalizacijo ali površinsko vodo ali podtalnico. Pri posotpku čiščenja ga je treba mehansko pobrati, ter očistiti prizadeto površino.

## Ravnanje z nevarno snovjo/pripravkom in skladiščenje
Ravnanje 
Potrebno je preprečevati nastajanje prahu. V primeru zaščite proti požaru in eksploziji niso potrebni posebni ukrepi. 
 Skladiščenje 
Ni posebnih zahtev po skladiščnih porstorih ali posodah in ni potrebnih napotkov za skupno skladiščenje. Potrebno pa je imeti zaprto posodo.

## Nadzor nad izpostavljenostjo/varnost in zdravje pri delu
Osebna zaščitna oprema 
Splošni varnostni in sanitarni ukrepi so, da ga ne smemo hraniti v bližini živil, pijač in krmil. Umazana in prepojena oblačila je treba takoj sleči. Potrebno si je umiti roke pred odmorom in po koncu dela. Izogniti se stiku z očmi in stiku z kožo. 
Zaščita dihal 
Pri obremenitvi za krajši čas ali v manjši meri je potrebna lahka dihalna naobrazna maska (s filtrom). Ob intenzivnem oz. daljšem izpostavljanju je treba uporabiti dihalni aparat, ki je neodvisen od krožečega zraka. 
Zaščita rok 
Zaščitne rokavice morajo biti iz materiala nitrilkavčuka. Natančen prebojni čas, ki ga je treba upoštevati se dobi pri poizvajalcu zaščitnih rokavic. 
Zaščita oči 
Potrebna so zaščitna nepropustna očala, ki dobro tesnijo.

## Fizikalne in kemijske lastnosti
Je trden, belkaste barve in brez vonja. Tališče oz. območje taljenja ima pri 340 °C, vrelišče oz. območje vretja pa ni določen. Ni vnetljiv in ni eksploziven. Parni tlak pri 30 °C ima <1,3 hPa, gostota pri 20 °C je 1,53 g/cm3, gostota vsipavanja pri 20 °C je 500 kg/m3. Meša se z vodo pri 20 °C 376 g/l.

## Obstojnost in reaktivnost
Pri uporabi v skladu z navodili se ne razgradi. Obstajajo naslednje snovi, katerim se je treba izogniti alkalni hidroksidi, klor, klorati, nitrati, nitriti, kisline in soli težkih kovin. Nevarne reakcije niso poznane. Prav tako niso znani nevarni razkrojni produkti.

## Toksikološki podatki
Akutna toksičnost pomembne LD/LC50 vrednosti razvrščanja so oralen LD50 1650 mg/kg (podgana). Primarno draženje na koži ni dražilnega učinka, na očeh je dražilni učinek. Učinek senzibilizacije ni znan.

## Ekotoksikološki podatki
Snov rahlo ogroža vodo. Ne smemo dopustiti, da v nerazredčenem stanju oz. v večjih količinah odteče v podtalnico, v vodotoke ali v kanalizacijo.

## Odstranjevanje
Odstranjevanje odpadne snovi in embalaže v skladu s Pravilnikom o odstranjevanju odpadkov (Ur.l.RS št. 84/98). Pravilnikom o spremembah in dopolnitvah pravilnika o ravnanju z  odpadki (Ur.l.RS št. 45/OO, 20/01), Pravilnikom o ravnanju z embalažo in odpadno embalažo (Ur.l.RS št. 104/00) in Pravilnikom o spremembah in dopolnitvah pravilnika o ravnanju z embalažo in odpadno embalažo (Ur.l.RS št. 12/02). Priporočljivo je, da se ne sme odlagati skupaj z gospodinjskimi odpadki. Ne smemo dopustiti, da odteče v kanalizacijo. Neočiščena embalaža Priporočljivo je snov odlagati skladno z uradnimi predpisi.

## Transportni podatki
Kopenski transport ADR/RID čezmejni in notranji.

## Zakonsko predpisani podatki o predpisih
Razvrstitev in označevanje po Zakonu o kemikalijah (Ur.l.RS št. 110/03). Razvrstitev in označevanje na podlagi Pravilnika o razvrščanju, pakiranju in označevanju nevarnih snovi (Ur.l.RS št. 35/05). Označitev po smernicah ES: Proizvod je uvrščen in označen po smernicah ES/uredbi za nevarne snovi. R stavki so: 22 zdravju škodljivo pri zaužitju, 36 draži oči. S stavki so 2 hraniti izven dosega otrok, 22 ne vdihavati prahu. Državni predpisi: Stopnja ogrožanja vodavode je WGK 1(uvrstitev na listi) rahlo ogroža vodo.